# Puke (Schiff)
Der Zerstörer Puke (Kennung: 19) der schwedischen Marine war 1940 von Italien angekauft worden. Er war als ein Zerstörer der Quintino-Sella-Klasse mit dem Namen Bettino Ricasoli 1927 in den Dienst der Regia Marina gekommen. Mit der gleichzeitig erworbenen Psilander bildete er bei der Schwedischen Marine die nach dem Schwesterschiff benannte Klasse.
Die Überführung der Zerstörer im Frühjahr 1940 verzögerte sich durch britische Behinderungen bei der Treibstoffversorgung und eine zeitweilige Beschlagnahme der Schiffe durch die britische Royal Navy („Psilander-Affäre“). Schon 1944 wurden die beiden angekauften Schiffe der Reserve zugeführt und 1947 gestrichen. Der Abbruch erfolgte 1949.

## Geschichte
Der Zerstörer Puke entstand auf der Pattison-Werft in Neapel, wie alle vier Zerstörer der Sella-Klasse für die italienische Marine. Diese Schiffe waren 85,3 Meter (m) lang, hatten eine maximale Rumpfbreite von 8,6 m und einen normalen Tiefgang von 2,8 m. Das vordere erhöhte Vorschiff reichte fast bis zur Mitte der Schiffslänge, das Achterschiff hatte einen geringen Freibord. Vor den beiden Schornsteinen stand ein relativ hoher Aufbau mit dem Ruderhaus und der Kommandobrücke. Drei Röhrenkessel der Bauartes Thornycroft versorgten zwei einfache Parsons-Getriebeturbinensätze. Diese Anlage entwickelte im Normalbetrieb bis zu 38.000 PS und ermöglichte eine Höchstgeschwindigkeit von 35 Knoten (kn).
Die Zerstörer der Sella-Klasse waren seit 1938 die kleinsten Zerstörer der Regia Marina, da ältere Modelle zu Torpedobooten umklassifiziert wurden. Bei Indienststellung verfügte die Ricasoli über drei 12,0-cm-Kanonen, von denen eine einzeln auf dem Vorschiff aufgestellt war und die beiden anderen in einer Doppellafette achtern auf einem Deckshaus standen. Zur Luftabwehr verfügte der Zerstörer über zwei 4,0-cm-Maschinenkanonen, die ein italienischer Nachbau der britischen „pom-pom“ waren, und über zwei 13,2-mm-Maschinengewehre der Bauart Breda. Dazu kamen dann noch zwei Zwillings-Torpedorohrsätze für 45,7-cm-Torpedos und Schienen für einen möglichen Einsatz als Minenleger.
Das Schiff lief am 29. Januar 1926 vom Stapel und wurde am 11. Dezember 1926 an die Regia Marina ausgeliefert. Es führte den Namen des früheren italienischen Premierminister Bettino Ricasoli (1809–1880). Erster Kommandant des Zerstörers wurde mit dem Korvettenkapitän Prinz Aimone, Herzog von Spoleto, ein Mitglied des italienischen Königshauses (bis 1928).
Schon 1929 wurde das Schiff modernisiert. Dabei wurden die 12-cm-Kanonen durch eine Weiterentwicklung ersetzt und auf dem Vorschiff auch ein Zwillingsgeschütz aufgestellt. Danach führten auch die Schiffe der Sella-Klasse die Standardbewaffnung italienischer Zerstörer. 1939 bildete der Zerstörer mit seinen Schwesterschiffen das 4. Zerstörergeschwader in Leros und Rhodos.

### Ankauf durch Schweden

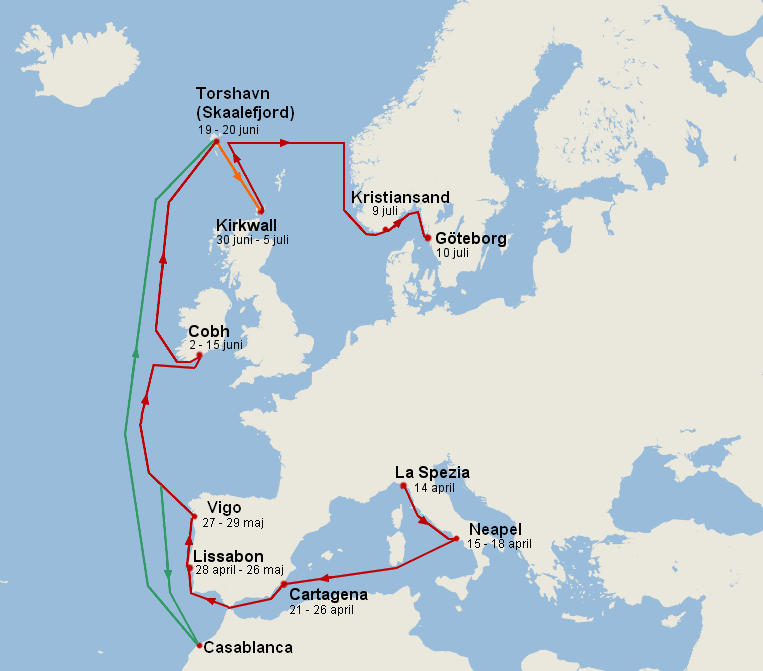
Überführung der schwedischen Zerstörer

Nach Ausbruch des Zweiten Weltkriegs suchte Schweden in Europa Waffen zu kaufen, da mit der Lieferung von in den USA bestellten Waffen nicht mehr gerechnet wurde. Eine Kommission kam zu dem Schluss, das auch die Beschaffung von Kriegsschiffen Lücken in der schwedischen Verteidigung schneller schließen könnte. Das noch nicht kriegsbeteiligte Italien kam als Hauptlieferant von Waffen und sonstigem Kriegsgerät in Betracht. So reiste im Dezember 1939 eine schwedische Delegation nach Italien, die auch die Möglichkeiten eines Zerstörerankaufs erkunden sollte. Die Delegation erwarb schließlich am 21. Januar 1940 zwei Einheiten der Sella-Klasse (1140 t, 1926) und zwei neuere Torpedoboote der Spica-Klasse (780 t, 1934). Beide Arten wurden von den Schweden als „jager“ (Zerstörer) bezeichnet.

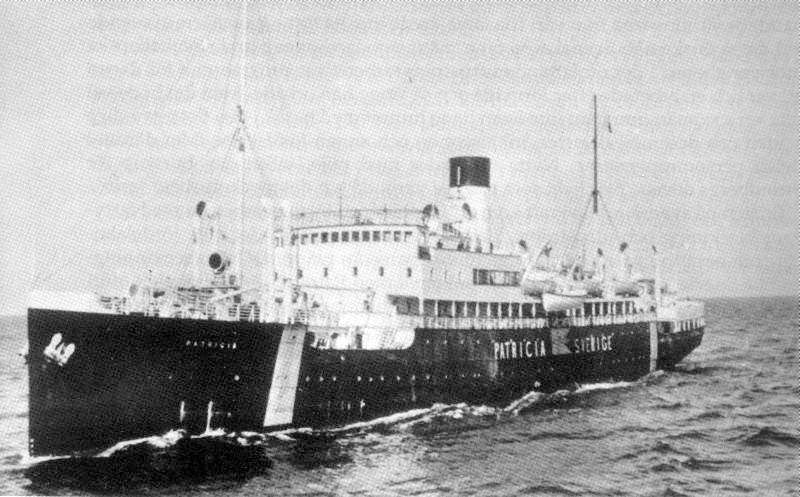
Die Patricia

Besatzungen für die Überführung der angekauften Schiffe wurden von alten schwedischen „Zerstörern“ abgezogen und 450 Mann mit dem Kombischiff Patricia im März 1940 nach Italien überführt. Am 27. März wurden die vier Schiffe übernommen, umbenannt und führten dann die schwedische Flagge. Die beiden Zerstörer der Sella-Klasse erhielten Namen von bedeutenden schwedischen Seeoffizieren. Namensgeber der in Puke umbenannten Bettino Ricasoli war der ehemalige schwedische Generaladmiral Johan af Puke (1751–1816). Auf Wunsch der Italiener erhielten die beiden Torpedoboote der Spica-Klasse nicht die vorgesehenen schwedischen Traditionsnamen, sondern wurden Romulus und Remus benannt, um an ihre Herkunft zu erinnern. Die Schweden testeten seit ihrer Ankunft die anzukaufenden Schiffe mit italienischer Betreuung. Nur eine längere Testfahrt nach Tripolis wurde wegen der sich weiter verschärfenden Lage in Europa abgesagt, nachdem Deutschland Dänemark und Norwegen besetzte. Damit war eine erwogene Rückfahrt durch den Ärmelkanal, die Nordsee und den Kaiser-Wilhelm-Kanal endgültig unmöglich.
Am 14. April 1940 verließen die fünf schwedischen Schiffe La Spezia und liefen zu einem Flottenbesuch nach Neapel. Von dort ging es am 18. weiter nach Lissabon. Hinter der 12 kn laufenden Patricia folgten das Flaggschiff Puke, dann Psilander, Romulus und Remus. Gegen Mittag am 20. hatte die Puke eine Maschinenstörung, die zu einer Kollision mit dem Schwesterschiff führte. Beide Zerstörer hatte kleinere Lecks, konnten aber den Marsch fortsetzen. Die vier Kriegsschiffe liefen aber am folgenden Tag das spanische Cartagena an. Die Beseitigung der Schäden verzögerte die Weiterfahrt nach Lissabon bis zum 26. April. Als der schwedische Verband dort am 28. April ein- und wieder mit der Patricia zusammentraf, erhielt er keinen Treibstoff. Von britischer Seite wurde Schweden „geraten“, die Schiffe vorerst in Lissabon zu belassen. Die schwedische Regierung befahl darauf dem Tanker Castor, der im Auftrag des Staates schon seit Beginn des Weltkriegs Öl aus Südamerika oder Mexiko nach Schweden transportierte, die portugiesische Hauptstadt anzulaufen und die schwedischen Schiffe zu versorgen. Allerdings traf der Tanker erst am 21. Mai mit 14.495 Tonnen Öl und reichlich Frischwasser in Lissabon ein. Er wurde zum Hilfsschiff der schwedischen Marine erklärt und am 26. konnte der Verband den Marsch in die neue Heimat fortsetzen. Die Puke hatte in Lissabon ein Dock aufgesucht und die Schäden der Kollision im Mittelmeer weitgehend beseitigt. Der Verband lief am 27. Mai Vigo an, wo alle sechs Schiffe nochmals ihre Bunker füllten und die letzten italienischen Ingenieure von Bord gingen. Am 29. setzten die Schweden ihren Marsch fort. Die vier Kriegsschiffe und Patricia marschierten mit 12 kn durch den Atlantik nach Cobh, das am 2. Juni 1940 erreicht wurde, als in Dünkirchen die Evakuierung der Reste des britischen Heeres vom europäischen Kontinent zu Ende ging.

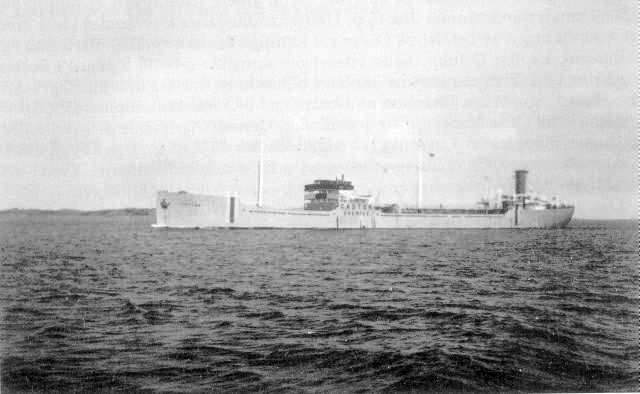
Der Tanker Castor

Entgegen der Vorstellungen der schwedischen Marineleitung folgte der Tanker Castor dem Verband allein mit etwa 8 kn, da der schwedische Verbandschef unsicher war, ob er bei einer Verringerung seiner Marschgeschwindigkeit Cobh sicher erreichen würde. Der alleinfahrende Tanker wurde von einem französischen Wachschiff schon am 30. Mai gestoppt, dem das Schiff mit einer schwedischen Kriegsflagge, ohne Bewaffnung und einer Besatzung ohne Uniformen verdächtig erschien und es zur Überprüfung nach Casablanca brachte. Die Castor wurde nach einigen Tagen aber wieder freigegeben und lief hinter dem Überführungsverband her.

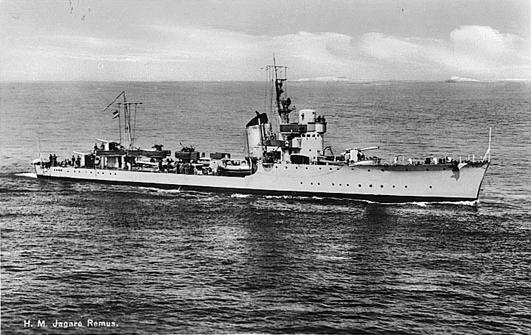
Die Remus

Der schwedische Verband konnte auch in Irland keinen Treibstoff erhalten. Eine Verteilung der größeren Vorräte der Patricia gab den Zerstörern die Möglichkeit, als nächstes neutrales Ziel die dänischen Färöer zu erreichen. Die Briten brachten nach Cobh 117 zivile schwedische Passagiere, darunter 48 Frauen, die am 15. Juni an Bord der Patricia gingen. Am 16. Juni 1940 liefen die fünf schwedischen Schiffe dann aus, um westlich Irlands zu den Färöern zu marschieren. Dort sollte auch der Tanker Castor wieder zum Verband stoßen.
Am frühen Morgen des 19. Juni erreichte der Verband die Färöer bei dichtem Nebel. Von einem einheimischen Lotsen wurde der Verband schließlich in den engen Skaalefjord nahe Thorshaven geführt, wo die Schiffe in Linie vor Anker gingen. Um Treibstoff zu sparen, wurden die Feuer unter den Kesseln gelöscht. Die vorhandenen Restbestände hätten den Schiffen nicht das Erreichen des nächsten Punktes in Norwegen ermöglicht, das von den Deutschen weitgehend besetzt war. Am Nachmittag liefen acht bewaffnete britische Trawler in den Fjord und bezogen Positionen nahe der schwedischen Zerstörern, die nun kaum noch manövrieren konnten. Der Tanker Castor hatte die Färöer noch nicht ganz erreicht und sollte auf eine andere Position gehen, um am kommenden Morgen zur Verfügung zu stehen. Am Abend verließen die drei britischen Zerstörer Maori, Tartar und Mashona der Tribal-Klasse den britischen Flottenstützpunkt Scapa Flow in den Orkney-Inseln mit dem Befehl, die schwedischen Zerstörer zu übernehmen.
Am Morgen des 20. Juni 1940 war die Ausfahrt aus dem Fjord durch die Tribal-Zerstörer versperrt, die die Forderung der Übergabe der schwedischen Zerstörer überbrachten. Das britische Kriegskabinett hatte entschieden, einen Weitermarsch nicht zu erlauben, da die „italienischen“ Schiffe sicher von den Deutschen übernommen werden sollten, die während der Eroberung Norwegens viele Zerstörer und Torpedoboote verloren hatten. Die Briten besetzten auf den schwedischen Schiffen die Funkanlagen und forderten die Übergabe der vier Zerstörer. Auf Druck der Briten verließen die Schweden ihre angekauften Zerstörer und wurden von britischen Trawlern zur Patricia bzw. die Besatzung der Remus zur inzwischen eingetroffenen Castor gebracht. Am 21. Juni wurden die schwedischen Hilfsschiffe gezwungen, die Färöer zu verlassen. Der Wunsch, die Zivilisten von Bord zu geben, da die Patricia mit über 600
Menschen überladen war, wurde von den Briten abgelehnt. Auf See nahmen die Schweden Kontakt mit ihrer Heimat auf. Sie wurden angewiesen, nach Torshavn zurückzukehren und von den Briten weiter die Rückgabe der Schiffe zu verlangen.
Dort waren die britischen Zerstörer inzwischen wieder ausgelaufen. Während zwei zur Home Fleet zurückgekehrt waren, begleitete die Tartar die Puke und Remus seit dem 21. Juni auf der Überführung nach Scapa Flow. In den frühen Morgenstunden des 22. Juni brach die Maschine der Puke zusammen. Verschiedene britische Schiffe schleppten Puke weiter Richtung Scapa Flow, darunter auch die Maori. Diese begleitete die Puke auch, als sie im Schlepp eines Marineschleppers am 23. mittags im britischen Flottenstützpunkt eintraf, wo Tartar mit Remus schon vor Anker lag.

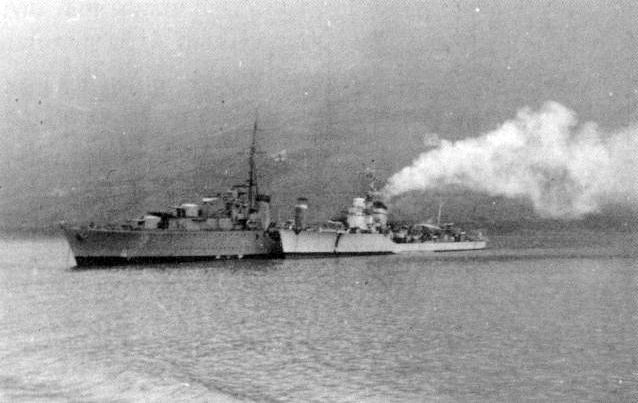
Die Remus wird von einem Prisenkommando in Gang gebracht, dahinter die Tartar

Wegen der Rückkehr der schwedischen Hilfsfahrzeuge wurde der Zerstörer Mashona wieder zu den Färöern geschickt, wo auch noch zwei schwedische Schiffe mit einem Wachkommando an Bord lagen. Dem Zerstörer folgten noch der kleine Küstendampfer St. Magnus (1312 BRT, 1924) mit Überführungscrews für Psilander und Romolus, die von den Schlachtschiffen Rodney und Valiant zur Verfügung gestellt wurden, und die U-Boot-Jäger Buttermere und Windermere (für Norwegen gebaute Walfänger). Am Abend des 25. Juni verließen die vier britischen Schiffe mit den beiden beschlagnahmten Schiffen bei sehr schlechtem Wetter wieder die Färöer und liefen am 26. nachmittags Kirkwall an. Zum Zeitpunkt dieser Überführung hatte die britische Regierung bereits ein Einlenken hinsichtlich der schwedischen Forderungen beschlossen. Dies wurden den schwedischen Hilfsschiffen mit den Besatzungen der Zerstörer jedoch erst am 25. Juni 1940 mitgeteilt, als Psilander und Romolus schon in Kirkwall waren. Die britische Bedouin geleitete am 30. Juni auch Puke und Remus, deren Sturmschäden teilweise beseitigt waren, dorthin. Am gleichen Tag traf auch die völlig überfüllte Patricia in Kirkwall ein, die noch die Remus-Besatzung von der Castor übernommen hatte, da der schwedische Verbandschef den Tanker nicht zu den Orkneys mitnehmen wollte.
Am 1. Juli besichtigten die Schweden ihre Schiffe und stellten eine Vielzahl von Schäden durch die Überführung bei sehr schlechtem Wetter und nicht sachgemäße Bedienung fest. Einige Schäden waren vermutlich auch durch schwedische Sabotage vor der Übergabe entstanden. Auf Psilander und Romulus war jeweils ein Dampfkessel unbrauchbar. Die Puke hatte bei den Abschleppversuchen durch eine Kollision Schäden erlitten und einen Anker verloren. Am 2. Juli übernahmen die Schweden wieder ihre Schiffe und führten unbedingt notwendige Reparaturen durch. Am frühen Morgen des 5. Juli verließen Patricia und die Zerstörer Kirkwall und liefen zu den Färöern zurück, wo sie am Abend Castor 40 sm östlich der Inseln trafen. Der Verband lief dann in Kiellinie (Puke, Psilander, Castor, Patricia, Romulus und Remus) mit acht Knoten Richtung Norwegen. Nach Erreichen der norwegischen Küste lief der Verband vor der Küste nach Süden zum Kattegat. Am Morgen des 8. Juli griff eine britische Maschine überraschend den Verband an und warf vier Bomben auf den Tanker, die ihn nur knapp verfehlten. Am Morgen des 9. Juli wurde dann das von Deutschen besetzte Kristiansand angelaufen, um die weitere Passage abzusprechen und mit der Heimat nochmal Kontakt aufzunehmen. Am Nachmittag wurde die Reise fortgesetzt und am Morgen des 10. Juli die schwedischen Hoheitsgewässer erreicht. Am Abend endete die Überführung in der Marinewerft in Göteborg, wo die Schiffe von Admiral Fabian Tamm, Kommandeur der Schwedischen Marine, begrüßt wurden.

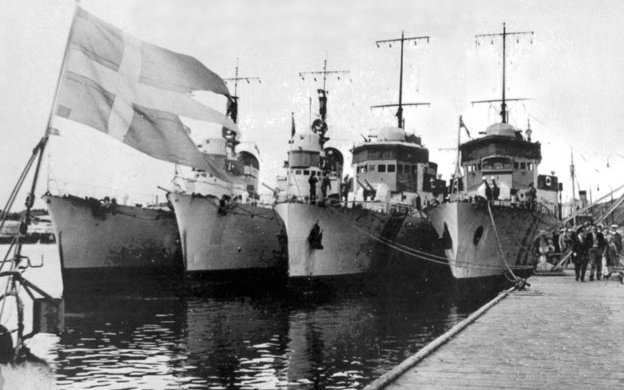
Die vier Zerstörer bei der Ankunft in Göteborg

Die Briten entschuldigten sich für das Festhalten der Schiffe sowie für den irrtümlichen Luftangriff vor Norwegen und leisteten Ersatz für die eingetretenen Schäden. In Schweden war das Verhalten des Verbandschefs umstritten, der seine Schiffe ohne Gegenwehr geräumt hatte. Ein Kriegsgerichtsverfahren gegen ihn wurde nicht abgeschlossen. Erst 50 Jahre nach den Ereignissen wurde sein Verhalten vom Marinechef gelobt, das schwedische Leben gerettet und Schweden vor einer aktiven Beteiligung am Weltkrieg bewahrt habe.

### Einsatz in Schweden

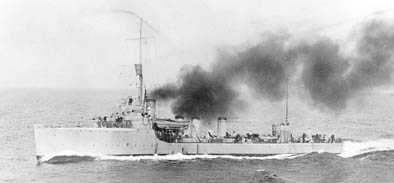
Der Zerstörer Wachtmeister

Nach der Ankunft in Schweden wurden die Puke und ihr Schwesterschiff Psilander dem Geschwader in Göteborg zugeteilt, während die ehemaligen Torpedoboote Romulus und Remus in die Ostsee verlegten. Das Geschwader in Göteborg verfügte über das alte Küstenpanzerschiff Manligheten und zwei Zerstörer der Wrangel-Klasse (465 ts, 1918) neben einigen U-Booten und kleineren Fahrzeugen. Im Winter 1941/1942 wurde die Bewaffnung der beiden Neuzugänge leicht verändert. Die Luftabwehrbewaffnung italienischen Ursprungs wurde entfernt und durch schwedische Waffen ersetzt. Auch ersetzte man die 45,7-cm-Torpedorohre durch 53,3-cm-Rohre und verstärkte die U-Boot-Abwehr-Waffen.
Beide Schiffe wurden aber als wenig geeignet für die Gewässer und Wetterlagen an der schwedischen Westküste empfunden. Der geringe Freibord des Achterschiffs dieser Zerstörer führte bei schlechten Wetterbedingungen zu dessen totaler Überflutung. Man versuchte durch Verstärkungen, veränderte Gewichtsverteilung und den Anbau von Schlingerkielen das Seeverhalten der Schiffe zu verbessern. Anders als die mit ihnen erworbenen Torpedoboote der Spica-Klasse, die die Vorlage für schwedische Nachbauten lieferten, wurde eine grundlegende Verbesserung nach den auf beiden Schiffen der Sella-Klasse durchgeführten Arbeiten nicht festgestellt. Da inzwischen modernere Zerstörer schwedischer Fertigung zur Verfügung standen (Clas Horn, Karlskrona, Göteborg), wurden Psilander und Puke schon im Winter 1943 / Frühjahr 1944 der Reserve zugeordnet.

### Endschicksal
Die Puke und ihr Schwesterschiff Psilander wurden am 13. Juni 1947 aus der Flottenliste gestrichen. Nach Nutzung als Ziel und für Sprengtests wurden die Schiffe in Karlskrona 1949 verschrottet.

## Das SchwesterschiffPsilander
Die Psilander hatte weitgehend dasselbe Schicksal wie die Puke. Sie war, wie alle Schiffe der Sella-Klasse, auch bei Pattison in Neapel entstanden. Ihre Kiellegung erfolgte als viertes Schiff der Klasse am 6. Mai 1925 und sie lief am 24. Juni 1926 vom Stapel. Ihr Namensgeber Giovanni Nicotera (1828–1894) war ein italienischer Politiker und zweimaliger Innenminister. Als letztes Schiff der Klasse kam der Zerstörer am 8. Januar 1927 in den Dienst der Italienischen Marine. Ihren schwedischen Namen Psilander hatte zuvor ein Torpedokreuzer der Örnen-Klasse geführt. Namensgeber war Gustaf von Psilander (1669–1738), der sich 1704 gegen die Briten ausgezeichnet hatte und bis zum Admiral aufstieg.